# EuroVelo 9

Карта маршрута EuroVelo 9.

Янтарный маршрут (EuroVelo 9 (сокр. EV9), англ. Amber Route) — велосипедная трасса EuroVelo протяженностью 1930 км (1200 миль), пролегающая с севера на юг от Балтийского моря к Адриатическому через Центральную Европу. Маршрут проходит через шесть стран: Польша, Чехия, Австрия, Словения, Италия и Хорватия. Свое название вело-маршрут получил в честь янтаря, который добывался в районе Балтийского моря и доставлялся подобными маршрутами в Средиземноморский регион.

## Маршрут

### Польша

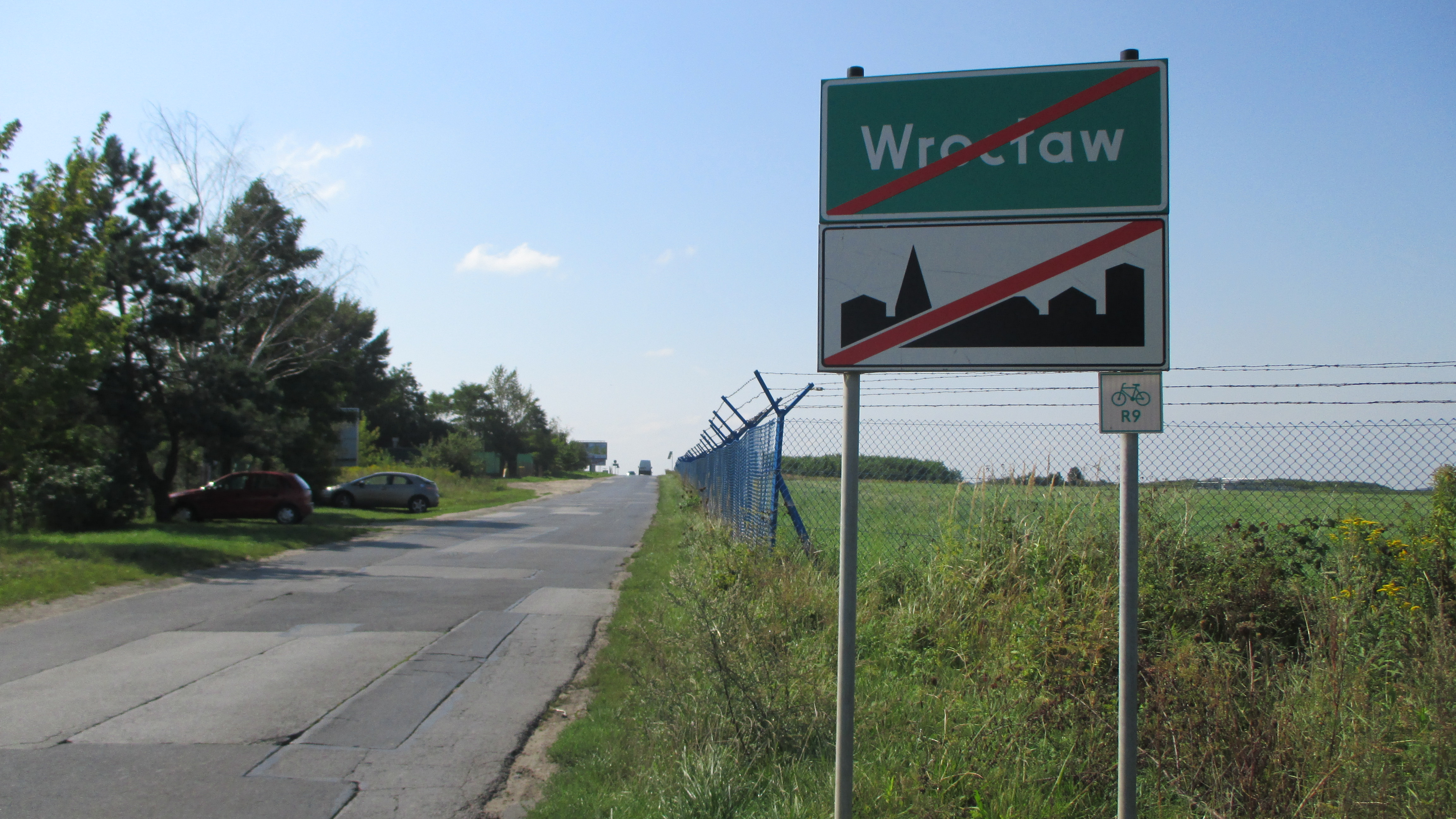
Знак R9 на юго-западной границе Вроцлава, недалеко от аэропорта Вроцлав-Коперник.

В Польше EV9 (в Польше также обозначается как R9) начинается в городе Гданьск и проходит вдоль реки Висла на юг через города Тчев, Грудзёндз, Быдгощ. Далее он идет в Познань через столицу древнепольского государства город Гнезно . Из Познани EV9 направляется на юг в столицу Силезии город Вроцлав, который является одним из самых крупных в Польше. Оттуда он продолжается до Глухолаз на границе с Чехией.

### Чехия
EV9 проходит по территории Чешской Силезии и Моравии. От границы с Польшей EV9 сначала следует через Восточных Судет до города Оломоуц. Оттуда маршрут продолжается Моравский Крас, уникальную местность, полную пещер, до прибытия во второй по величине город в Чехии и столицу Моравии город Брно .
От Брно маршрут идет до Микулова и заповедника Палава, а затем проходит по территории Ледницко-Валтицкого культурного ландшафта, который внесен в список ЮНЕСКО до города Бржецлав на границе с Австрией.

### Австрия

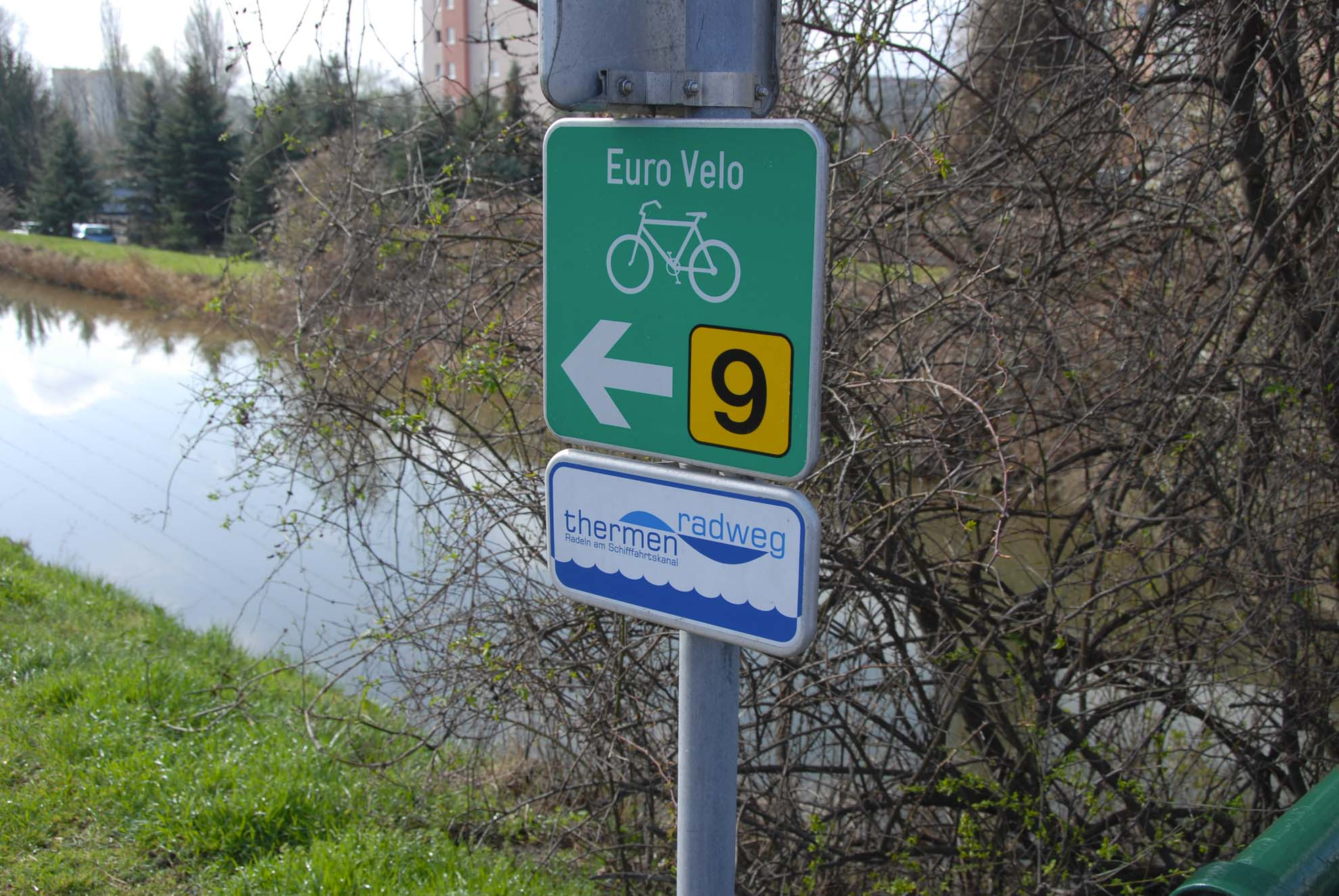
Вывеска для EuroVelo 9, Винер-Нойштадт, Австрия.

Следуя от границы с Чехией, EV9 проходит через винодельческий регион Вайнфиртель, прежде чем прибыть в столицу Австрии Вену. От Вены до Мёнихкирхена EV9 точно следует по вело-маршруту Thermenradweg, по пути которого располагается большое кол-во термальных источников. После этого EV9 ведет через Штирию в Бад-Радкерсбург недалеко от границы со Словенией, проходит по участку известного R2 Murradweg (велосипедный маршрут по реке Мур) и в Шпильфельде направляется к границе со Словенией.

### Словения
В Словении EV9 начинается на границе с Австрией, ненадолго проходит через территорию Италии, а затем снова возвращается в Словению и заканчивается на морской границе с Хорватией. Маршрут проходит через город Марибор и столицу Словении Любляна.

### Италия
На территории Италии маршрут проходит коротким отрезком через Триест, располагающийся на берегу Адриатического моря.

### Хорватия
По территории Хорватии маршрут ведет через холмы и долины западной Истрии. EV9 заканчивается в Пуле, древнем городе, который был основан древними греками во 2-м веке н. э.